# Kelenken
Kelenken ist eine ausgestorbene Gattung aus der Familie der Phorusrhacidae („Terrorvögel“). Es handelt sich um den möglicherweise größten bisher bekannten Vertreter der Gruppe. Es sind aber nur einzelne Fossilreste entdeckt worden, bestehend aus einem Schädel ohne Unterkiefer, einem Tarsometatarsus (die zusammengewachsenen Mittelfußknochen der Vögel) und einem Zehenknochen. Sie entstammen der Collón-Curá-Formation in der argentinischen Provinz Río Negro und datieren in das Mittlere Miozän vor rund 15,5 bis 13,8 Millionen Jahren. Als Besonderheiten des Schädels erweisen sich dessen langgestreckte und niedrige Gestalt sowie die auffallende Länge des Oberschnabels, der wie bei allen anderen „Terrorvögeln“ spitz hakenförmig endet. Der eher schlanke Mittelfußknochen verweist auf einen recht schnellen Läufer. Die Gattung wurde im Jahr 2007 wissenschaftlich eingeführt. Es ist eine Art anerkannt.

## Merkmale

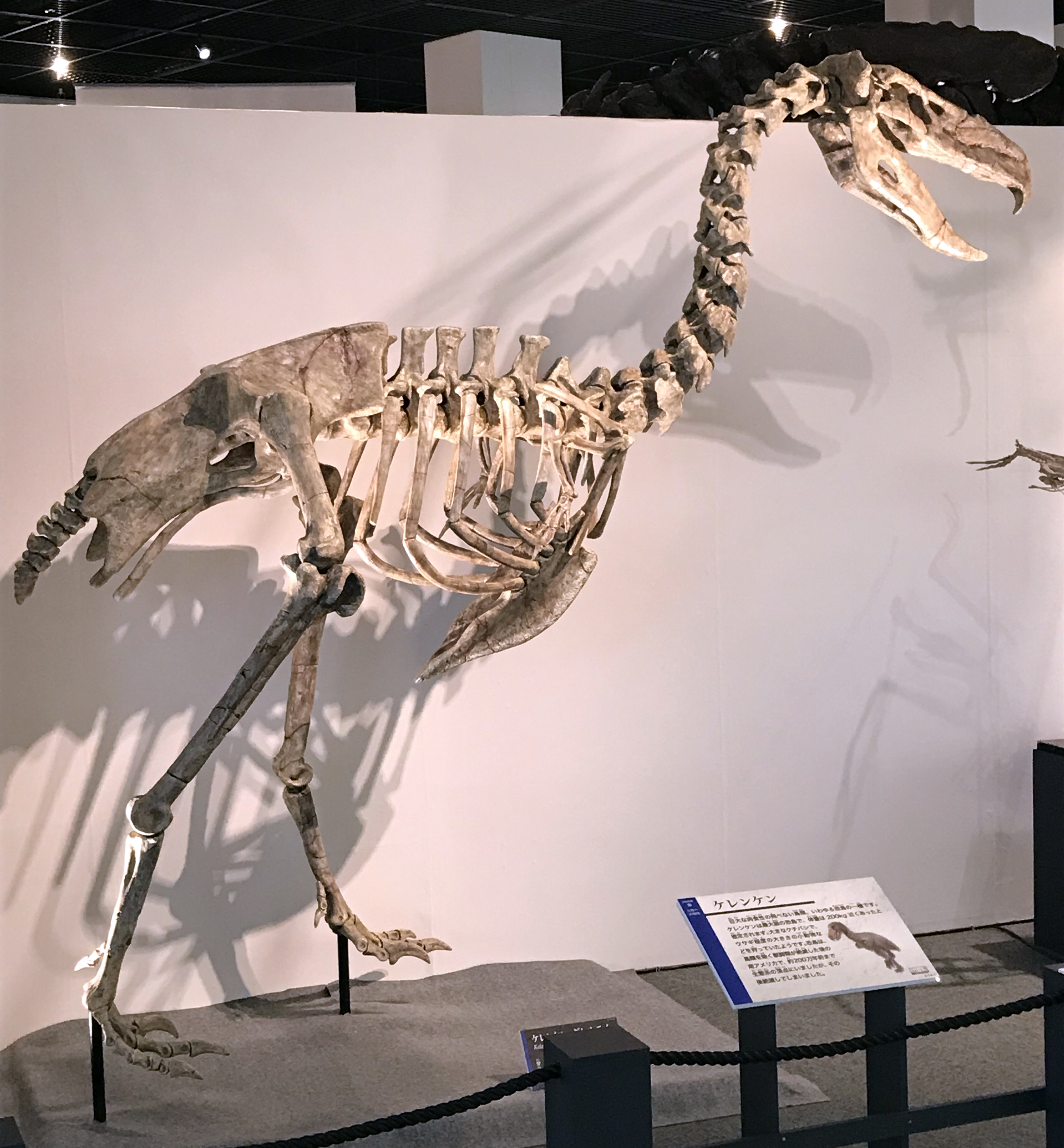
Skelettrekonstruktion von Kelenken

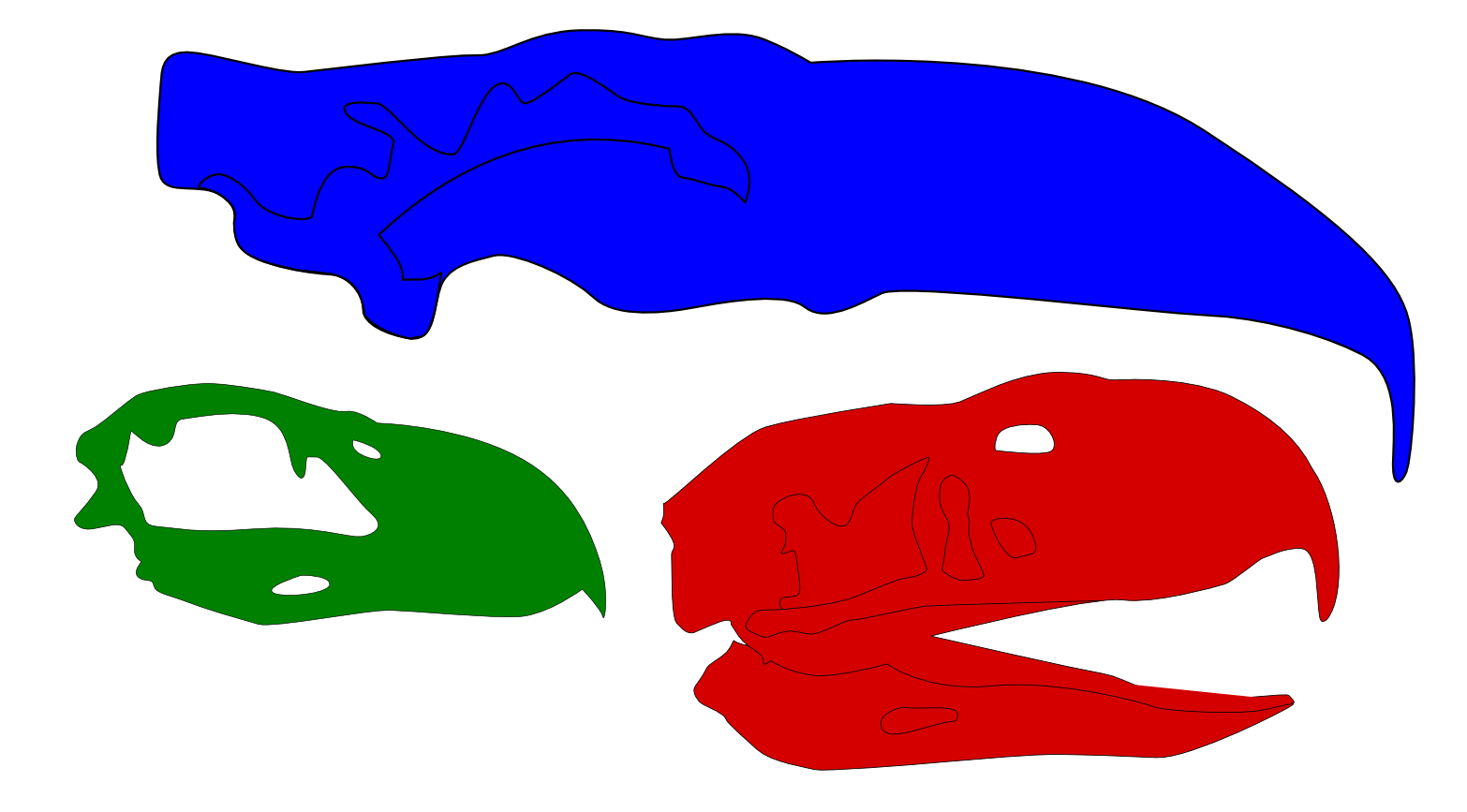
Vergleich der Schädelform von Kelenken (blau), Procariama (grün) und Phorusrhacos (rot).

Kelenken ist einer der größten bekannten Vertreter der Phorusrhacidae („Terrorvögel“). Fossil sind aber nur der Schädel, der Tarsometatarsus und einzelne Bruchstücke, so das Fragment einer Zehe, überliefert. Der Schädel ist gut erhalten, oben und unten allerdings etwas beschädigt. Seine Länge betrug 71,6 cm. Insgesamt wirkte er langgestreckt und weniger gedrungen als der der kleineren Phorusrhaciden. In Aufsicht war er keilförmig, die Breite am hinteren Ende erreichte 44 cm. Eine vergleichsweise ähnliche Form wies auch der Schädel von Devincenzia auf. Außerdem besaß er bei Kelenken eine allgemein robuste Gestalt mit einer weitgehend gerade verlaufenden Stirnlinie. Der Oberkiefer, beginnend an den Nasenöffnungen, machte mehr als die Hälfte der Schädellänge aus (56 %), was die Verhältnisse bei Phorusrhacos übertrifft. Zusätzlich war er hoch, jedoch nicht so ausgeprägt wie bei Patagornis oder Andrewsornis. Die Spitze bog deutlich nach unten, wodurch das markante hakenförmige Ende entstand. Die untere Kante des Oberkiefers wurde durch ein Paar prominenter Grate gebildet. Die Naseneingänge waren klein und lagen auf der Oberseite des Oberkiefers, wie es typisch für einige größere „Terrorvögel“ ist. Unterhalb dieser öffnete sich beidseitig das rechteckig geformte Fenestra antorbitalis. Die Orbita war relativ niedrig sowie langgestreckt und wurde an der Oberseite von einem breiten Wulst begrenzt, der nach hinten etwas überhing. Die untere Grenze bildete ein massives Jochbein. Dieses zeigte sich deutlich kräftiger als bei anderen Phorusrhaciden, so auch im Vergleich zu Devincenzia. Es war gut 4 cm hoch. Das Hinterhaupt bildete eine breite Fläche, die den Schädel winklig abschloss. Hier hob sich die gerundete Gelenkfläche für die Halswirbelsäule ab. Der Gaumen an der Schädelunterseite verbreiterte sich von vorn nach hinten. Etwa in der Mitte verlief eine tiefe, längsgerichtete Grube, wie es auch bei Patagornis zu beobachten ist.
Der Tarsometatarsus besaß eine Länge von 43,7 cm. In der Mitte des Schaftes betrug der Durchmesser 4,9 cm, an den beiden Gelenkenden maß er über 9 cm. Der Schaft war insgesamt schlank gebaut und von viereckigem Querschnitt. Seitlich verliefen zwei auffallende Knochenleisten. Er endete in drei Gelenkrollen (Strahl II bis IV), von denen die mittlere besonders robust war. Deren Breite maß 4,2 cm, während die jeweils innere und äußere weniger als 3 cm erreichten.

## Fossilfunde
Die bisher einzigen bekannten Fossilstücke von Kelenken wurden in der Umgebung von Comallo gefunden, einem kleinen Dorf in der zentralargentinischen Provinz Río Negro. Der Aufschluss, der die Objekte barg, bestand aus weißlichen Tuffen, die in der Regel der Collón-Curá-Formation zugesprochen werden. Die Collón-Curá-Formation baut sich weitgehend aus vulkanoklastischen Ablagerungen auf und ist weit über das südliche Südamerika verbreitet. Die in der Gesteinseinheit aufgedeckten, teils reichhaltigen Fossilien werden biostratigraphisch dem Mittleren Miozän zugewiesen. Lokalstratigraphisch gehören sie der als Colloncurum bezeichneten Faunengemeinschaft innerhalb der Gliederung der südamerikanischen Landsäugetiere (South American Land Mammal Ages, SALMA) an. Die Periode datiert zwischen 15,5 und 13,8 Millionen Jahren vor heute. Die Altersstellung ist auch durch verschiedene Radiometrische Datierungen der Collón-Curá-Formation mit Werten von 16 bis 11 Millionen Jahren vor heute bestätigt. Der Fossilinhalt besticht vor allem durch seine umfangreiche Säugetierfauna, die sich aus Beutelsäugern, Südamerikanischen Huftieren, Gepanzerten Nebengelenktieren, Primaten und Nagetieren zusammensetzt. Daneben sind auch verschiedene Reptilien belegt.

## Paläobiologie
| Gattung       | Länge (in cm) | Durchmesser am Mittelschaft (in cm) |
| Kelenken      | 43,7          | 4,9                                 |
| Devincenzia   | 40,0          | 5,3                                 |
| Phorusrhacos  | 38,5          | 3,7                                 |
| Paraphysornis | 31,5          | 5,8                                 |
|               |               |                                     |
| Brontornis    | 40,0          | 7,4                                 |

Die wenigen aufgefundenen Fossilreste geben nur einen eingeschränkten Blick in die Paläobiologie von Kelenken. Die Ausmaße der Funde lassen einen der größten Vertreter der Phorusrhaciden annehmen. Allein der Schädel stellt nicht nur den bisher größten eines Phorusrhaciden, sondern den eines Vogels bisher dar. Er übertrifft mit seiner Länge von fast 72 cm auch jenen von Devincenzia deutlich, der wohl rund 65 cm lang wurde. Größenschätzungen basierend auf Schädelmaßen sind dennoch schwierig. Einzelne Annahmen gehen bei Kelenken von einer Scheitelhöhe von rund 310 cm aus. Ähnlich problematisch sind Angaben zum Körpergewicht. Vergleichsmöglichkeiten bietet hier wiederum der Tarsometatarsus. Dieser ist bei Kelenken bei einer Länge von fast 44 cm vergleichsweise schlank gebaut, worauf der Schaftdurchmesser von etwa 4,9 cm hindeutet. Ähnlich schlanke Tarsometatarsi besaßen auch Devincenzia und Phorusrhacos. Er wurde hier jeweils knapp 40 cm lang, wobei der Schaftdurchmesser zwischen 3,7 und 5,3 cm variierte. Andere große Phorusrhaciden verfügten über einen deutlich robusteren Körperbau, so etwa Paraphysornis. Sein Mittelfußknochen wies eine Länge von gut 32 cm Länge auf, war aber am Mittelschaft nahezu 6 cm breit. Für alle drei Formen werden Scheitelhöhen von etwa 240 cm rekonstruiert. Das Körpergewicht der beiden schlanken Vertreter der „Terrorvögel“ lag möglicherweise bei 130 bis 160 kg, das des robusten bei 180 kg. Als weiterer Vergleich kann Brontornis herangezogen werden, der ursprünglich ebenfalls als Angehöriger der Phorusrhaciden galt, heute aber in seiner genauen systematischen Stellung umstritten ist. Der äußerst große und kräftig gebaute Vogel besaß einen 40 cm langen Tarsometatarsus mit einem mittleren Schaftdurchmesser von 7,4 cm. In der Regel wird für ihn eine Scheitelhöhe von 280 cm und ein Körpergewicht von 350 bis 400 kg veranschlagt. Alle angegebenen Scheitelhöhen beziehen sich auf einen durchgestreckten Hals, was nicht einer natürlichen Haltung entspricht.
Der äußerst schlanke Tarsometatarsus von Kelenken zeigt zudem auf, dass auch einige der extrem großen Formen der Phorusrhaciden einen an das schnelle Laufen angepassten Körperbau besaßen.

## Systematik
Kelenken ist eine Gattung aus der ausgestorbenen Familie der Phorusrhacidae, welche umgangssprachlich auch als „Terrorvögel“ bezeichnet werden. Die Gruppe setzt sich aus mittelgroßen bis großen, zumeist bodenlebenden Vögeln mit überwiegend räuberischer Ernährungsweise zusammen. Letzteres wird durch ein hakenförmig nach unten gebogenes, spitzes Ende des Schnabels und greifvogelartig gestaltete Krallen angezeigt. Die Phorusrhaciden stehen in einer näheren Verwandtschaftsbeziehung zu den heutigen Seriemas, die die offenen Landschaften Südamerikas bewohnen. Die Familie entstand im Verlauf des Eozäns, der Ursprung liegt vermutlich ebenfalls in Südamerika. Einige ältere Funde aus der Antarktika wurden anfänglich auch zu den „Terrorvögeln“ verwiesen, gelten heute jedoch als Reste anderer Vogelgruppen. Im Verlauf des Pliozäns besiedelten die Phorusrhaciden zusätzlich Nordamerika, wo Titanis nachgewiesen ist. Die jüngsten bisher bekannten Funde stammen aus Uruguay und datieren in das ausgehende Pleistozän.
Innerhalb der Phorusrhaciden wurde Kelenken vorläufig der Unterfamilie der Phorusrhacinae zugewiesen. Es bestanden dadurch engere Bindungen zu Phorusrhacos, Devincenzia und Titanis. Besondere Kennzeichen der Phorusrhacinae sind ihre großen Körperausmaße und ihr vergleichsweise graziler Gliedmaßenbau, der sie unter anderem von robusteren Formen wie Paraphysornis absetzt. Die Unterteilung der großen „Terrorvögel“ in verschiedene Unterfamilien wie die Physornithinae (Brontornithinae), die Phorusrhacinae und die Patagornithinae wurde aber durch eine phylogenetische Untersuchung aus dem Jahr 2015 in Frage gestellt. Hier zeigte sich, dass diese eine geschlossene Einheit formen. Sie schließen Mitglieder mit einem Gewicht von über 70 kg ein. Als gemeinsame Gruppe erhielt sie vorläufig die Bezeichnung als „echte Terrorvögel“. Ihr gegenüber steht wiederum eine Gemeinschaft eher kleinwüchsiger Vertreter, in der die Unterfamilien der Psilopterinae und der Mesembriornithinae eingeschlossen sind. Ihren Mitgliedern werden zum Teil noch gewisse Flugeigenschaften zugesprochen. Als vorläufiger Terminus wurde hier „Psilopterines“ vorgeschlagen. Spätere Studien bestätigten weitgehend diese Zweiteilung. Ein Übersichtswerk aus dem Jahr 2017 vereinte dann alle größeren Formen der „Terrorvögel“ in der Unterfamilie der Phorusrhacinae. Dem gegenüber trennte eine weitere Untersuchung aus dem Jahr 2024 die Patagornithinae und Physornithinae erneut ab und teilte die verbliebenen großen Angehörigen der Phorusrhacinae in eine grazilere und eine robustere Linie auf. Dieser Ansicht zufolge ist Kelenken am nächsten mit Devincenzia verwandt.
Die wissenschaftliche Erstbeschreibung von Kelenken erfolgte im Jahr 2007 durch ein Arbeitsteam um Sara Bertelli. Ihr lagen die wenigen Fossilstücke aus der Collón-Curá-Formation im westlichen Argentinien zu Grunde, darunter der Schädel, der Tarsometatarsus, ein Fragment einer Zehe und einzelne weitere Bruchstücke. Der Komplex wird als einem Individuum zugehörig betrachtet, was unter anderem die nahe Lage zueinander und der ähnliche Erhaltungszustand untermauern. Er fungiert als Holotyp der Gattung (Exemplarnummer: BAR 3877-11). Die Bezeichnung Kelenken ist der Sprache des Tehuelche-Stammes Patagoniens entnommen und bezieht sich auf einen furchterregenden Geist, der als riesiger Vogel in Erscheinung tritt. Als einzige anerkannte Art wurde gleichzeitig K. guillermoi aufgestellt, benannt nach dem Finder der Fossilien, Guillermo Aguirre-Zabala. Bereits ein Jahr vor der Erstbeschreibung wurden die Funde in der Fachzeitschrift Nature vorgestellt und ihre wissenschaftliche Bedeutung diskutiert.